# Chaetodon wiebeli
Chaetodon wiebeli е вид бодлоперка от семейство Chaetodontidae. Видът не е застрашен от изчезване.

## Разпространение и местообитание
Разпространен е във Виетнам, Индонезия, Камбоджа, Китай, Малайзия, Мианмар, Провинции в КНР, Тайван, Тайланд, Филипини, Хонконг, Южна Корея и Япония.
Обитава морета, заливи и рифове. Среща се на дълбочина от 2 до 25 m, при температура на водата от 23,8 до 24,2 °C и соленост 32,2 – 32,5 ‰.

## Описание
На дължина достигат до 19 cm.
Популацията на вида е стабилна.